# Bruce Johnson
Bruce Edward Johnson (* 25. Mai 1960 in Columbus, Ohio) ist ein US-amerikanischer Politiker. Zwischen 2005 und 2007 war er Vizegouverneur des Bundesstaates Ohio.

## Werdegang
Bruce Johnson studierte zunächst Wirtschaftslehre an der Bowling Green State University. Nach einem anschließenden Jurastudium an der Capital University in Columbus und seiner 1985 erfolgten Zulassung als Rechtsanwalt begann er in diesem Beruf zu arbeiten. Zwischenzeitlich war er auch stellvertretender Staatsanwalt in Columbus. Gleichzeitig schlug er als Mitglied der Republikanischen Partei eine politische Laufbahn ein. 1991 wurde er Wahlkampfmanager von Greg Lashutka, der erfolgreich für das Amt des Bürgermeisters von Columbus kandidierte. Anschließend gehörte er bis 1994 zu dessen Stab. Zwischen 1994 und 2001 saß er im Senat von Ohio. Danach wurde er Leiter des Entwicklungsministeriums seines Staates (Department of Development). Diese Funktion hatte er zwischen 2001 und 2006 inne.
Nach dem Rücktritt der Vizegouverneurin Jennette Bradley wurde Johnson von Gouverneur Bob Taft zu deren Nachfolger im zweithöchsten Staatsamt Ohios ernannt. Dieses bekleidete er zwischen 2005 und 2007. Dabei war er Stellvertreter des Gouverneurs und weiterhin Entwicklungsminister. Seit 2007 ist er Präsident des Inter-University Council of Ohio.